# Torneo de Marsella 2011
El Open 13 (Torneo de Marsella) fue un evento de tenis perteneciente al ATP World Tour en la serie 250. Se jugó del 14 al 20 de febrero en Marsella (Francia).

## Campeones
- Individuales masculinos:  Robin Soderling  derrotó a  Marin Čilić por  6-7(8), 6-3 y 6-3.

- Dobles masculinos:  Ken Skupski /  Robin Haase  derrotaron a  Julien Benneteau /  Jo-Wilfried Tsonga por 6–4, 6–7(4), [13-11]